# Tuna Altınel
Tuna Altınel est un mathématicien de nationalité turque, né le 12 février 1966 à Istanbul, et travaillant à Lyon depuis 1996.
Il est spécialiste de théorie des groupes et de logique mathématique. Avec Alexandre Borovik (en) et Gregory Cherlin, il a résolu une partie importante de la conjecture de Cherlin-Zilber.
Sur le plan politique, Tuna Altınel est activement engagé au sein du collectif des Universitaires pour la paix, qui prône une issue pacifique aux conflits du sud-est de la Turquie et demande le respect des droits fondamentaux des populations civiles. Accusé par les autorités turques d'« appartenance à une organisation terroriste », il est incarcéré le 11 mai 2019 à la prison de Kepsut en Turquie. Après 81 jours de détention, il est placé en liberté provisoire le 30 juillet 2019 puis acquitté le 24 janvier 2020. Malgré cet acquittement confirmé en cassation, les autorités turques refusent mi-octobre 2020 de lui rendre son passeport, confisqué en avril 2019, avant finalement de le lui restituer le 27 mai 2021, ce qui lui permet de rentrer à Lyon le 11 juin 2021. Les autorités turques invalident à nouveau son passeport le 26 avril 2022.

## Formation et carrière
Après des études au lycée francophone de Galatasaray, puis en informatique et en mathématiques à l'université du Bosphore à Istanbul, Tuna Altınel prépare une thèse de doctorat à l'université Rutgers dans le New Jersey aux États-Unis sous la direction de Gregory Cherlin. Il est recruté en 1996 comme enseignant-chercheur au département de mathématiques de l'université Claude-Bernard-Lyon-I et à l'Institut Camille-Jordan, dans le corps des maîtres de conférences. Il soutient son habilitation à diriger des recherches en 2001.
Tuna Altınel est l'auteur de 26 articles publiés de mathématiques, qui traitent principalement des groupes en théorie des modèles, et plus particulièrement des groupes de rang de Morley (en) fini et de la conjecture de Cherlin-Zilber qui concerne la structure des groupes simples de rang de Morley fini. Il est notamment l'auteur d'un livre, écrit en collaboration avec Alexandre Borovik et Gregory Cherlin, dans lequel cette conjecture est démontrée pour les groupes ayant un sous-groupe infini d'exposant 2 (« Simple groups of finite Morley rank » (consulté le 13 juin 2019)). Les auteurs développent d'abord des notions trouvant leur origine dans les différentes générations de classification des groupes simples finis avant de fournir la démonstration complète, longue de plusieurs centaines de pages, de ce théorème majeur qui résout partiellement la conjecture de Cherlin-Zilber.
Il a été le directeur de thèse de plusieurs chercheurs, dont Éric Jaligot qui a été récompensé par le prix Sacks en 2000, un prix décerné annuellement à des thèses d'un niveau exceptionnel traitant de logique mathématique (pour des raisons administratives, la thèse était dirigée conjointement avec Bruno Poizat,).
Tuna Altınel est actif dans le domaine de la coopération scientifique avec la Turquie ; il était notamment fin 2016 l'un des organisateurs d'une conférence internationale de mathématiques, qui s'est tenue en octobre 2016 à Istanbul en l'honneur d'Alexandre Borovik et d'Ali Nesin, le récipiendaire du prix Leelavati 2018. Plus de 70 chercheurs de différents pays (dont les États-Unis, le Canada, le Royaume-Uni, l'Allemagne, Israël, la Belgique, la France...) ont participé.

## Engagement politique

### Généralités
Tuna Altınel est un actif défenseur des droits de l'homme ; il prône une résolution pacifique aux conflits du sud-est de la Turquie.
En 2003, il est l'un des 116 professeurs d'université exhortant les institutions turques, et notamment la Grande Assemblée nationale de Turquie, à faire le choix de la paix et refuser une action militaire dans le sud-est de la Turquie.
Après un cessez-le-feu de 3 ans et la reprise en 2015 du conflit kurde en Turquie, Tuna Altınel se rend plusieurs fois sur les lieux dès septembre 2015, une période où il y a des combats dans la région et où les populations subissent des couvre-feux (en),.
En octobre 2015, un groupe composé d'une centaine de chercheurs comprenant Tuna Altınel signe une lettre pour exprimer ses craintes à la chancelière Angela Merkel : elle visitait la Turquie juste avant des élections législatives, ce qui était susceptible d'être perçu comme un soutien au Président et au Premier ministre turcs.
En janvier 2016, après avoir fait partie, du premier groupe de signataires, qui en comptait 1128, de la pétition des Universitaires pour la Paix intitulée « Nous ne serons pas complices de ce crime ! », il est fin janvier 2016 l'un des 132 intellectuels appelant l'état turc à venir en aide à des civils blessés en danger de mort durant le couvre-feu sur Cizre entre décembre 2015 et février 2016,. Il est aussi l'un des 170 universitaires qui signent en janvier 2018 une lettre d'opposition à l'offensive militaire dans la région d'Afrine ; le Président Recep Tayyip Erdoğan qualifie les signataires de « traîtres »,.
D'autre part, avec la multiplication des procès des Universitaires pour la paix (de) et la purge qui a suivi la tentative de coup d'état de juillet 2016, Tuna Altınel s'investit naturellement dans la défense des Universitaires pour la paix et, plus généralement, de la liberté d'expression :
- en décembre 2016, il fait partie des 542 diplômés du lycée de Galatasaray à appeler à la paix et à la liberté d'expression en soutenant les Universitaires pour la paix[25] ;
- fin février 2017, il fait partie des premiers signataires d'une pétition lancée à la suite du suicide de Mehmet Fatih Traş, un universitaire licencié après à sa participation au collectif des Universitaires pour la paix[26],[27] ;
- en avril 2017, il lance personnellement un appel dénonçant l'exclusion d'universitaires du TÜBİTAK, et appelle à interrompre tout lien et toute collaboration avec cet organisme[28]. À la suite de son appel, le conseil scientifique du CNRS vote à l'unanimité une recommandation demandant au CNRS de « reconsidérer ses accords de collaboration avec le TÜBİTAK[29] » ;
- le 30 juin 2017, il fait partie des six intervenants à une conférence de presse appelant à un boycott ciblé des universités turques[30] et il est signataire d'une pétition sur ce thème[31] ;
- en mars 2018, avec les autres membres du bureau de l'association SUP-DDHT, le secrétaire général du SNESUP-FSU et un membre de l'INALCO, il signe une tribune dénonçant l'arrestation d'étudiants ayant manifesté à Istanbul contre une célébration de la victoire turque à la bataille d'Afrine[32] ;
- il rédige un article intitulé « Les procès contre les Universitaires pour la paix : extraits d'une comédie politico-juridique » paru dans un livre en août 2018[33] ;
- il est aussi l'un des tout premiers signataires d'une pétition en faveur de Füsun Üstel, une Universitaire pour la paix condamnée en appel le 25 février 2019 à 15 mois de prison ferme, et qui est emprisonnée le 8 mai 2019[34].

### Participation au collectif des Universitaires pour la paix
Tuna Altınel fait partie des Universitaires pour la paix ; il était l'un des premiers signataires de la pétition « Nous ne serons pas complices de ce crime ! », qui en comptait 1128 le jour de sa publication le 11 janvier 2016,.
Dès le lendemain de sa parution, le président Recep Tayyip Erdoğan a vigoureusement réagi en qualifiant les signataires, dont fait partie Tuna Altınel, de « soi-disant intellectuels » et de « trahison », et le 15 janvier il était déjà annoncé l'arrestation de 27 signataires. En revanche, les victimes de la répression ont reçu un très fort soutien à l'étranger.

Début avril 2019, près de 700 signataires, sur les 2212 qu'a finalement totalisés la pétition, avaient été mis en procès pour « propagande pour une organisation terroriste »,. Tuna Altınel étant l'un d'eux, il a été auditionné le 28 février 2019 devant la 29e Haute Cour Pénale de Çağlayan à Istanbul. Durant son audition, il a reconnu avoir apporté physiquement son soutien aux civils victimes de la guerre dans les villes subissant le couvre-feu imposé par l'armée turque,, : 

« Depuis septembre 2015, je me suis rendu à de nombreuses reprises dans plusieurs régions dont certaines mentionnées dans la pétition que j'ai signée. […] J'ai porté bien des sacs de provisions pour aider les victimes des destructions et des migrations forcées ; j'ai parlé avec ceux qui avaient perdu leur maison et leurs proches. J'ai fait tout cela de ma propre initiative, et ma devise était : 

« si tous les citoyens turcs font comme moi, nous avancerons vers la paix. »

Vous trouverez les traces de mes efforts là où j'ai séjourné à Sur (en), à Nusaybin, à Cizre, à Hakkari et à Yüksekova. Monsieur l'avocat général les retient peut-être comme preuves contre moi. […] Je ne me suis pas contenté de signer la Pétition pour la Paix. Je l'ai mûrie, sentie, vécue. C'est moi qui ai rédigé ce texte. C'est moi derrière chaque mot. »

Ses voyages dans le sud-est de la Turquie ont plus tard été confirmés et détaillés dans un article écrit par la journaliste Nurcan Baysal (en).
Une deuxième audience s'est déroulée le 16 juillet 2019. Le jugement pour sa participation au collectif des Universitaires pour la paix devait y être prononcé mais il a été repoussé à une troisième audience programmée pour le 26 décembre 2019.

### Nouveau chef d'accusation et incarcération
Tuna Altınel est retourné en Turquie le 12 avril 2019, et son passeport lui a été confisqué à son arrivée à l'aéroport à Istanbul. Il s'est rendu le 10 mai 2019 à la préfecture de Balıkesir dans la région de Marmara dans l'espoir de récupérer son passeport, mais il a été mis en garde à vue, puis en détention provisoire le lendemain. Cette arrestation faisait suite à sa participation active, comme traducteur du député Faysal Sarıyıldız, qui vit en exil depuis 2016 et est membre du parti d'opposition HDP (le parti majoritaire dans le sud-est de la Turquie), à une « projection-débat » le 21 février 2019 à Villeurbanne concernant le massacre des sous-sols de Cizre qui a eu lieu le 7 février 2016,,. Cette projection était organisée par l'association « Amitiés kurdes de Lyon et Rhône-Alpes ».

Les médias turcs ont évoqué une plainte pénale déposée le 30 avril auprès du bureau du procureur général de Balıkesir ainsi que les annonces de cette conférence faites par Tuna Altınel sur les réseaux sociaux, de la publicité qui s'apparenterait à de la propagande terroriste,. Il s'avérera plus tard qu'il est désormais accusé, par le procureur général de Balıkesir, d'être membre d'une organisation terroriste. Tuna Altınel écrit à propos de cette accusation : 

« Cette soirée à laquelle j'ai participé ne saurait être un acte lié au terrorisme, mais un témoignage. Je suis convaincu que ce témoignage s'inscrit entièrement dans la ligne de mes implications sociales : témoigner du passé et du présent pour lutter contre l'oubli, et agir pour la paix, la justice et la démocratie. »

Convoqué par la 2e Haute Cour pénale de Balıkesir, il est libéré après 81 jours de détention lors de la première audience le 30 juillet 2019.
Juste avant son arrestation, c'est l'historienne Füsun Üstel, retraitée de l'université Galatasaray qui a été incarcérée le 8 mai 2019 à la suite de sa condamnation à 15 mois de prison ferme pour avoir signé la pétition « Nous ne serons pas complices de ce crime ! »,.

### Acquittements et contrôle administratif
Fin juillet 2019, la Cour constitutionnelle de Turquie statue : la liberté d'expression des Universitaires pour la paix a été violée par les accusations de « propagande terroriste ». Courant septembre, dix-sept cours pénales acquittent 171 Universitaires pour la paix. En particulier, Tuna Altınel est acquitté le 16 septembre 2019 pour sa participation au collectif des Universitaires pour la paix.
Quant au deuxième procès, son chef d'accusation a été requalifié le 16 novembre 2019 de « participation à une organisation terroriste » à « propagande terroriste ». Le 24 janvier 2020, Tuna Altınel est acquitté. Cependant, le 21 février 2020, le Procureur de la République fait appel du jugement. À la suite du rejet de ce recours par la cour d'appel le 6 juillet 2020, l'acquittement devient définitif. Il n'y a à ce jour plus aucune procédure judiciaire à l'encontre de Tuna Altınel.
Le 24 août 2020, l'avocate de Tuna Altınel envoie une requête à la préfecture de Balıkesir pour que l'universitaire récupère son passeport, confisqué en avril 2019. Cette demande est refusée le 28 septembre 2020, ce qui provoque une réaction de soutien de la part du président de l'université Lyon 1.
Près d'un an plus tard, le 27 mai 2021, à la suite d'un jugement du tribunal administratif de Balıkesir datant de janvier 2021, le passeport de Tuna Altınel lui est restitué,. Cependant, la préfecture de Balıkesir a fait appel de ce jugement. Comme l'appel n'est pas suspensif, Tuna Altınel obtient un visa pour la France et retourne à Lyon le 11 juin 2021,. La cour d'appel annule le 26 avril 2022 le jugement de première instance, ce qui invalide à nouveau le passeport de Tuna Altınel. Les instances juridiques supérieures à la cour d'appel turque sont la Cour constitutionnelle turque, et la Cour européenne des droits de l'homme.

### Réactions

#### Articles de presse
L'arrestation de Tuna Altınel le 11 mai 2019 a largement été rapportée dans la presse, notamment française et turque.
La presse turque évoquait qu'il était traducteur de Faysal Sarıyıldız à la soirée du 21 février sur le massacre de Cizre, et qu'il faisait de la propagande pour l'organisation terroriste PKK/KCK,,.
De multiples articles sont parus dans la presse française, dès le jour même à Mediapart, et dans de nombreux journaux les jours suivants comme Le Progrès, Le Monde, 20 minutes, Lyon Capitale, LyonMag, Le Figaro Étudiant, Le Figaro, Le Canard enchaîné, L'Humanité (Tuna Altınel était « l'homme du jour » le 16 mai 2019), Libération, etc. Un comité de soutien s'est aussi immédiatement formé ; il a recensé l'ensemble des articles parus en France.
La chaîne de télévision Euronews a également diffusé un reportage vidéo le 30 mai.

#### Réactions officielles
Dès le 23 avril 2019, quelques jours après la confiscation du passeport de Tuna Altınel, un courrier a été adressé au président Emmanuel Macron et à la ministre Frédérique Vidal, par la Société de mathématiques appliquées et industrielles et la Société mathématique de France.
Le consul général Mehmet Özgür Çakar a déclaré le 11 mai 2019 que « [Tuna Altınel] a organisé et modéré près de Lyon une réunion qui était une propagande totale en faveur du PKK. […] C'est possible que ça ait empiré sa situation », rappelant ensuite que le PKK est toujours classé comme organisation terroriste par Ankara, les États-Unis et l'Union européenne. En effet, l'ex-député Faysal Sarıyıldız est membre du HDP et les liens entre le HDP et le PKK sont controversés :
- pour le président Erdoğan, le parti d'opposition HDP est égal à l'organisation terroriste PKK[68] et 50 députés du HDP étaient accusés en 2016 de soutenir le PKK[69] ;
- mais le HDP nie tout lien avec le PKK[70] et Faysal Sarıyıldız affirme que le HDP n'a « aucun lien organique ou hiérarchique avec lui[71]. »

Une pétition en ligne demandant la libération de Tuna Altınel a aussi été lancée le 23 mai 2019 par le comité de soutien. Le 26 juin 2019, elle dépassait les 6300 signataires, dont une majorité d'universitaires de nombreux pays et environ 70 députés issus de tous les groupes parlementaires.
Une autre pétition a été lancée en Turquie par le lycée de Galatasaray. Elle réunissait 807 signatures au 20 juin 2019.
De nombreuses institutions, de différents pays (France, Allemagne, États-Unis, Grande-Bretagne, Autriche, Italie ou Belgique) ou internationales (Société mathématique européenne ou Association for Symbolic Logic) ont également apporté un soutien officiel à Tuna Altınel.
Le 22 février 2021, Tuna Altınel est fait citoyen d'honneur de la ville de Villeurbanne,.

#### Réactions gouvernementales
Dès le 13 mai, le ministère des Affaires étrangères réagissait en appelant « la Turquie à respecter pleinement ses engagements en matière de droits de l'Homme et de libertés fondamentales. »
Enfin, le 11 juin 2019, le mathématicien Cédric Villani, médaillé Fields et député dans la cinquième circonscription de l'Essonne, partisan des premiers jours de la libération de Tuna Altınel, a posé à l'Assemblée nationale une question au gouvernement à laquelle a répondu le ministre des Affaires étrangères Jean-Yves Le Drian, qui a assuré « mettre tout en œuvre » pour obtenir sa libération,.